# مؤسسة بلندر
مؤسسة بلندر هي منظمة غير ربحية مسؤولة عن تطوير برنامج بلندر، وهو برنامج مفتوح المصدر يستعمل للتصميم الثلاثي الأبعاد.
قامت المؤسسة بإنتاج بعض أفلام الرسوم المتحركة القصيرة، مثل: أحلام الفيلة (2006)، بيغ باك باني (2008)، سينتل (2010)، دموع من الفولاذ (2012).

## وصلات خارجية
- الموقع الرسمي